# Gemerkte speelkaart
Een gemerkte speelkaart is een speelkaart die aan de achterzijde herkend kan worden. Dit kan door herkenning van bepaalde patronen. Een pak gemerkte kaarten kan herkend worden door op één punt te focussen, de kaarten snel over elkaar te laten vallen en dan te zien of er dingen aan veranderen.